# Вельді Хейно Тинісович
Хейно Тинісович Вельді (нар. 26 червня 1936, волость Таевере, тепер повіт Вільяндімаа, Естонія) — радянський естонський діяч, 1-й заступник голови Ради міністрів Естонської РСР. Член ЦК КП Естонії. Кандидат у члени Бюро ЦК КП Естонії з 1 лютого 1986 по 7 грудня 1988 року. Депутат Верховної ради Естонської РСР 10-го скликання. Депутат Верховної ради СРСР 11-го скликання.

## Життєпис
У 1955 році закінчив середню школу в Суурі-Яані.
У 1955—1960 роках — студент Естонської сільськогосподарської академії, здобув спеціальність інженера-механіка.
У 1962—1966 роках — головний інженер Пайдеського районного управління сільського господарства Естонської РСР.
Член КПРС з 1964 року.
У 1966—1979 роках — начальник управління, заступник міністра сільського господарства Естонської РСР.
У 1979—1981 роках — голова Державного комітету Естонської РСР з сільськогосподарської техніки.
У травні 1981 — квітні 1983 року — заступник голови Ради міністрів Естонської РСР.
У квітні 1983 — 12 вересня 1988 року — 1-й заступник голови Ради міністрів Естонської РСР.
Одночасно, в 1985 — 12 вересня 1988 року — голова Державного агропромислового комітету (Держагропрому) Естонської РСР.
У 1989—1992 роках — радник із сільського господарства посольства СРСР у Данії.
У 1992—1994 роках — радник міністра сільського господарства Естонської Республіки.
У 1994—2000 роках — генеральний директор компанії «Kuusalu Tehas».

## Нагороди
- орден Трудового Червоного Прапора
- орден «Знак Пошани»
- медалі